# Diasemia trigonalis
Diasemia trigonalis là một loài bướm đêm trong họ Crambidae.